# رود باريخ كش (بنج هزارة)
رود باریخ کش (بالفارسية: رودبار یخ کش) هي قرية تقع في إيران في مازندران. يقدر عدد سكانها بـ 168 نسمة بحسب إحصاء 2016.